# 阿里詹·伊布拉吉莫夫
阿里詹·拉赫曼烏勒·伊布拉吉莫夫（羅馬化：Älïjan Raxmanulı Ïbragïmov，1953年6月5日—2021年2月3日），出生在烏茲別克費爾干納，是一名維吾爾族哈薩克寡頭(祖先是塔蘭奇)。

## 資產
據福布斯雜誌報導，2016年他的個人財富估計為18億美元（世界第1198位，哈薩克第4位）。
根據2018年3月的《福布斯》雜誌，伊布拉吉莫夫的個人財富估計為23億美元。
2007年，他從自己的企業中賺取了8億美元的利潤。據《福布斯》雜誌報導，2012年「第418位是58歲的阿里詹·伊布拉吉莫夫，擁有28億美元的財富」。
截至2020年10月，伊布拉吉莫夫的資產價值為9億美元，根據福布斯，他是哈薩克第四大富豪。

## 外部連結
- forbes.com （页面存档备份，存于）
- pqasb.pqarchiver.com Wall Street Journal （页面存档备份，存于）
- registration.ft.com
- russianlondon.com
- jamestown.org
- cacianalyst.org
- nobribes.org